# Uracanthus maculatus
Uracanthus maculatus är en skalbaggsart som beskrevs av Thongphak och Wang 2007. Uracanthus maculatus ingår i släktet Uracanthus och familjen långhorningar. Inga underarter finns listade i Catalogue of Life.